# Muž z ledovce

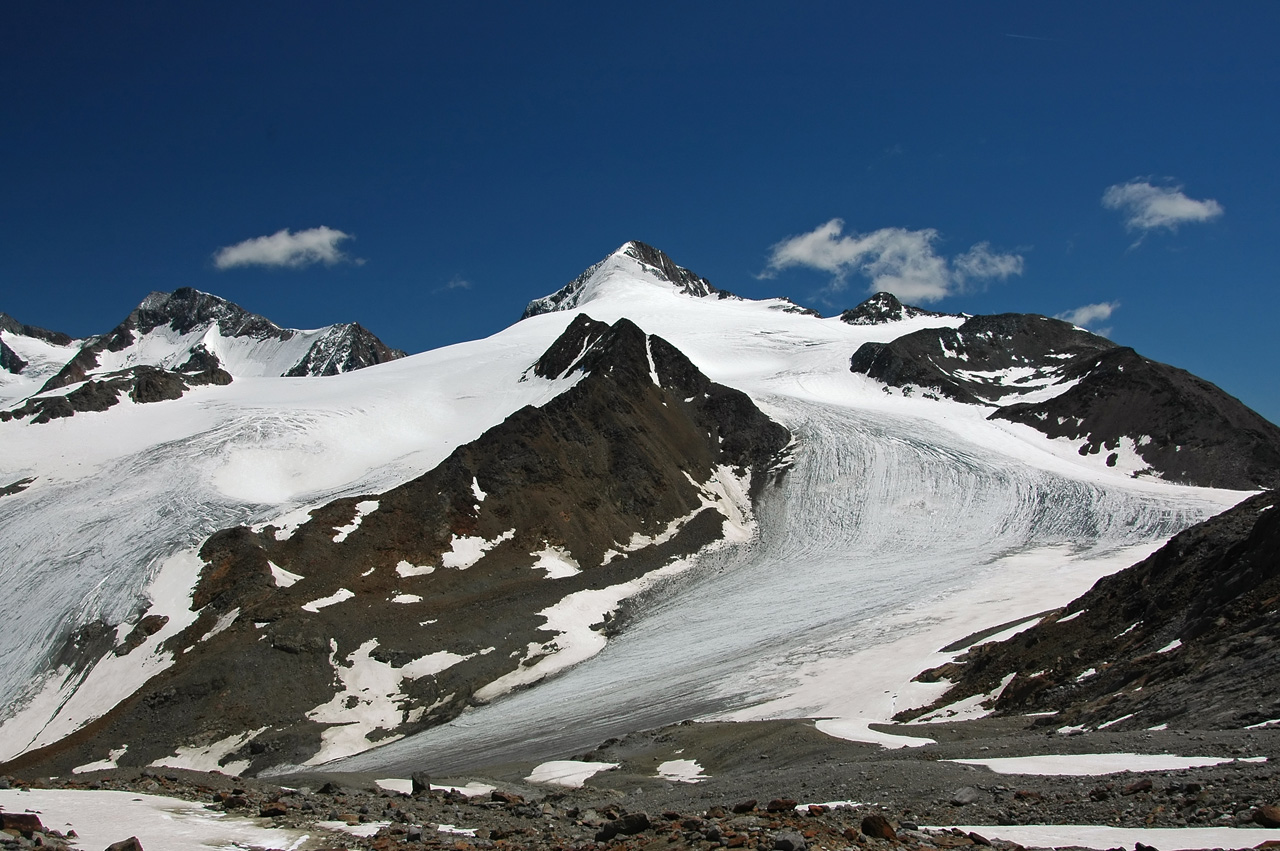
Ledovec v Ötztalských Alpách

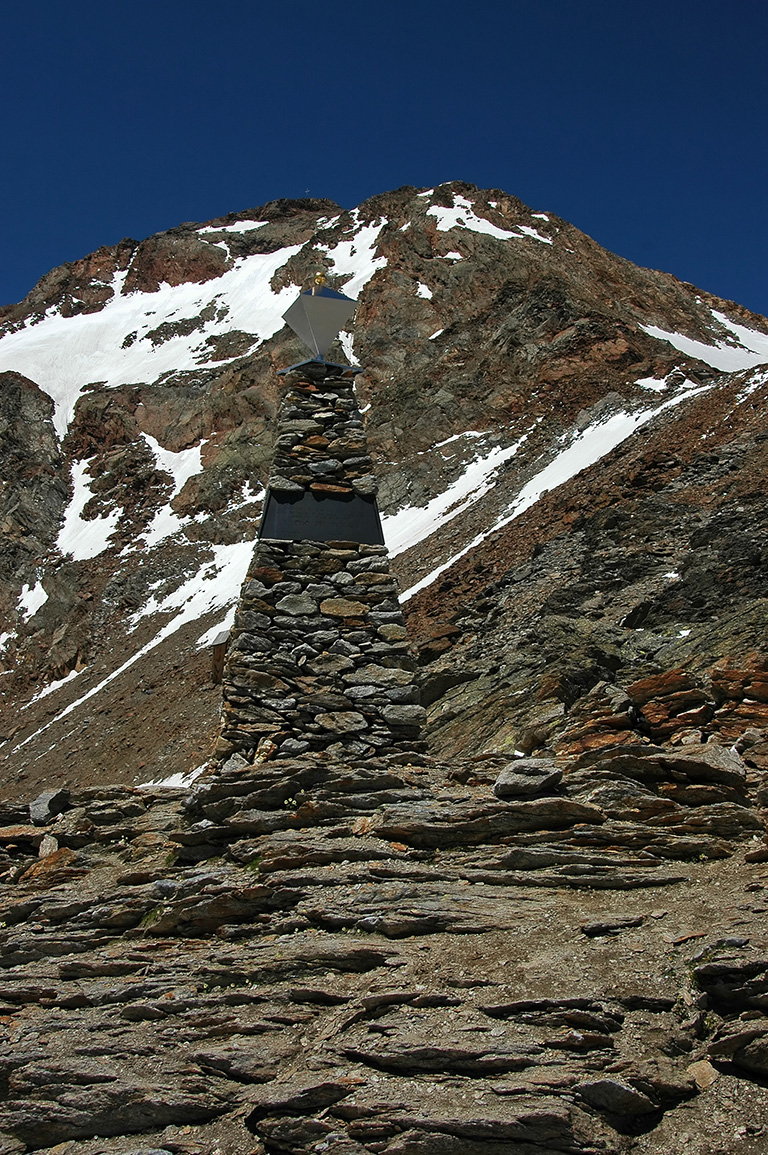
Ötziho pomník na místě nálezu jeho mumie

Muž z ledovce (1992, Der Gletschermann: Ein Steinzeit-Krimi) je dobrodružný román pro mládež rakouského spisovatele Ericha Ballingera. Román nese podtitul "krimi z mladší doby kamenné" a jeho napsání bylo inspirováno nálezem mumie tzv. ledovcového muže Ötziho roku 1991 v Ötztalských Alpách v Jižním Tyrolsku.

## Obsah románu
Příběh se odehrává v na sklonku mladší doby kamenné, která se také někdy nazývá pozdní doba kamenná nebo doba měděná, podle toho, že se lidé naučili opracovávat měď. Hrdinou příběhu je muž jménem Bal-Bes, který byl pro údajnou zbabělost vyloučen ze svého kmene, a tak bloudí krajem od jednoho kmene ke druhému. Jde údolím řeky (dnes Ötztaler Ache, přítok řeky Inn) a hledá přechod přes Velké hory. Potká tři muže z kmene Tau-Tau. Ti jsou k němu přátelští a pozvou ho do své vesnice (dnešní Sölden). Když lidé z vesnice zjistí, že Bal-Bes je vynikající lovec, nemají v podstatě nic proti tomu, aby u nich zůstal. Navíc je překvapí svou měděnou sekyrkou. Na lovu se blíže seznámí se dvěma muži, s Brakem a Acqtagem.  
Při návratu z lovu si Bal-Besa povolá k sobě slepá čarodějka Muira. Žije v nedaleké jeskyni a všichni se jí bojí, takže de facto vládne celému kmeni. Varuje Bel-Besa před Velkými horami a prorokuje, že na ledovci v horách zahyne muž. Také předvídá, že sama brzy zemře. Tomu nevěří Acqtag, který je přesvědčen, že čarodějka je nesmrtelná díky tomu, že nosí na krku kouzelný červený kámen, který ve tmě zeleně světélkuje. Přizná se také, že čarodějku nenávidí, protože mu kdysi odvedla sebou jeho sestru Ambiku, kterou pak již nikdy neviděl, a myslí si, že jí Muira zabila během nějakého svého odporného obřadu.
Druhý den je Bal-Bes poslán k čarodějce znovu, aby se jí zeptal, zda může u kmene zůstat. Najde ji zardoušenou a červený kámen je pryč. Bal-Bes ví, že podle zvyklostí je prvním podezřelým cizinec. Dá se proto na útěk skrz jeskyni a najde tam Ambiku, kterou Muira vyučila v kouzelnictví a je tak její nástupkyní. Ta ví, kdo čarodějku zavraždil, ale nechce mu to říci.
Nakonec Bal-Bes uprchne do hor a musí jít přes ledovec. Pronásleduje jej Acqtag a Brac. Strhne se strašná bouře, oba muži Bal-Besa dostihnou, schovají se s ním však ve vyhrabané sněhové jeskyni, protože mají za úkol zabít jej až za úsvitu. V noci uvidí Bal-Bes v Acqtagových rukou zelenou záři. Pochopí, že je to Muiřin kouzelný kámen. Snaží se přesvědčit Braka, že skutečným vrahem je Acqtag. Když Acqtagovi prozradí, že jeho sestra je živá a Acqtag zjistí, že jeho msta na čarodějce byla zbytečná, přizná se. Snaží se po ledovci uprchnout, ale zřítí se do propasti. Muiřina věštba se tak vyplnila. Brac a Bal-Bes Acqtaga pohřbí do skalní pukliny. Podle Ballingera je tedy ledovcovým mužem právě Acqtag.

## Česká vydání
- Muž z ledovce, Albatros, Praha 1999, přeložila Ivana Vízdalová.